# 황비홍 3 - 사왕쟁패
황비홍 3 - 사왕쟁패(黃飛鴻之三獅王爭覇: Once Upon A Time In China III)는 홍콩에서 제작된 서극 감독의 1993년 액션 영화이다. 이연걸 등이 주연으로 출연하였고 서극 등이 제작에 참여하였다.

## 출연

### 주연
- 이연걸
- 관지림
- 막소총

### 조연
- 웅흔흔
- 유순
- 존 웨이크필드

## KBS 성우진 (2002년 8월 25일)
- 홍성헌 - 황비홍 (이연걸)
- 송도영 - 소균 (관지림)
- 김병관 - 비홍 부 (유순)
- 김소형 - 조천패 (조전)
- 김영민 - 번개발 (웅흔흔)
- 유동균 - 아콴 (막소총)
- 이재용 - 토맨스키 (존 웨이크필드)
- 탁원제 - 이홍장
- 최문자 - 자희 태후
- 안종익 - 3숙
- 박규웅 - 무사 1
- 박정민 - 무사 2
- 김우정 - 아인
- 변영희 - 남자 1
- 석원희 - 남자 2